# Bahnstrecke Bernterode–Deuna
| Streckennummer (DB): | 6728                 |                              |                       |
| Streckenlänge: | 3,407 km             |                              |                       |
| Spurweite: | 1435 mm (Normalspur) |                              |                       |
| Streckenklasse: | D4                   |                              |                       |
| Stromsystem: | 15 kV 16,7 Hz ~      |                              |                       |
| Minimaler Radius: | 300 m                |                              |                       |
| Streckengeschwindigkeit: | 50 km/h              |                              |                       |
| Zweigleisigkeit: | -                    |                              |                       |
| |                      |                              |                       |
| \| \| \| von Halle (Saale) Hbf \| \| \| \| -0,021 \| Abzw Bernterode West \| 275 m \| \| \| \| nach Hann. Münden \| \| \| \| \| Wipper \| \| \| \| \| Kreisstraße 211 \| \| \| \| 3,386 \| Deuna Zementwerk Werkbahnhof \| 330 m \| \| \| \| \| \| \| Quellen: [1][2] \| \| \| \| |                      |                              |                       |
| Strecke |                      | von Halle (Saale) Hbf        | von Halle (Saale) Hbf |
| Blockstelle | -0,021               | Abzw Bernterode West         | 275 m                 |
| Abzweig geradeaus und nach rechts |                      | nach Hann. Münden            | nach Hann. Münden     |
| Brücke über Wasserlauf |                      | Wipper                       | Wipper                |
| Brücke |                      | Kreisstraße 211              | Kreisstraße 211       |
| Betriebs-/Güterbahnhof Streckenende | 3,386                | Deuna Zementwerk Werkbahnhof | 330 m                 |
| |                      |                              |                       |
| Quellen: |                      |                              |                       |

Die Bahnstrecke Bernterode–Deuna ist eine nur dem Güterverkehr dienende, elektrifizierte Bahnstrecke in Thüringen. Sie zweigt bei Bernterode von der Bahnstrecke Halle–Hann. Münden ab und führt durch das Hügelland des Eichsfelder Kessels zum Zementwerk in Deuna.

## Geschichte

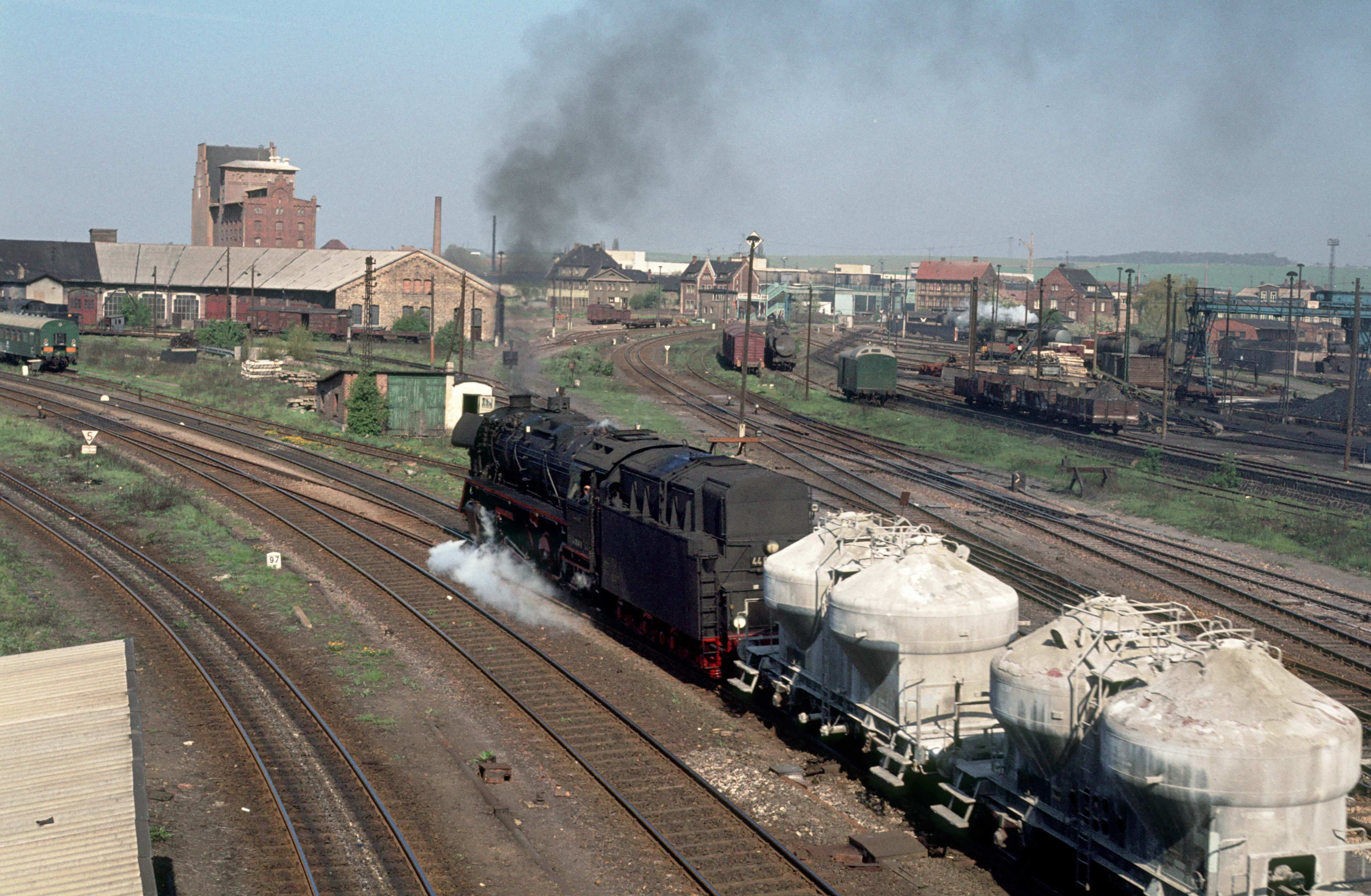
Zementtransportzug in Nordhausen in Richtung Deuna im Jahr 1980

Mit dem Bau und der Inbetriebnahme des damaligen VEB Eichsfelder Zementwerk Deuna (im Zementkombinat Dessau) erfolgte auch der Gleisanschluss, um einen kostengünstigen Abtransport des Zementes und Anlieferung von Energieträgern zu gewährleisten. Am 21. Februar 1972 erfolgte die Einweihungsfahrt vom Werksbahnhof Deuna zum Bahnhof Bernterode. 1993 wurde der Streckenabschnitt zusammen mit der Hauptstrecke elektrifiziert.
Nach 2023 erfolgte am Abzweig Bernterode West bei Kilometer 0,021 bis 0,093  der Rückbau der Weiche 104 mit Lückenschluss im Stammgleis und Entfernung des Stumpfgleises und des Prellbocks. Heute werden etwa 60 % der Produkte per Bahn transportiert.

## Streckenbeschreibung

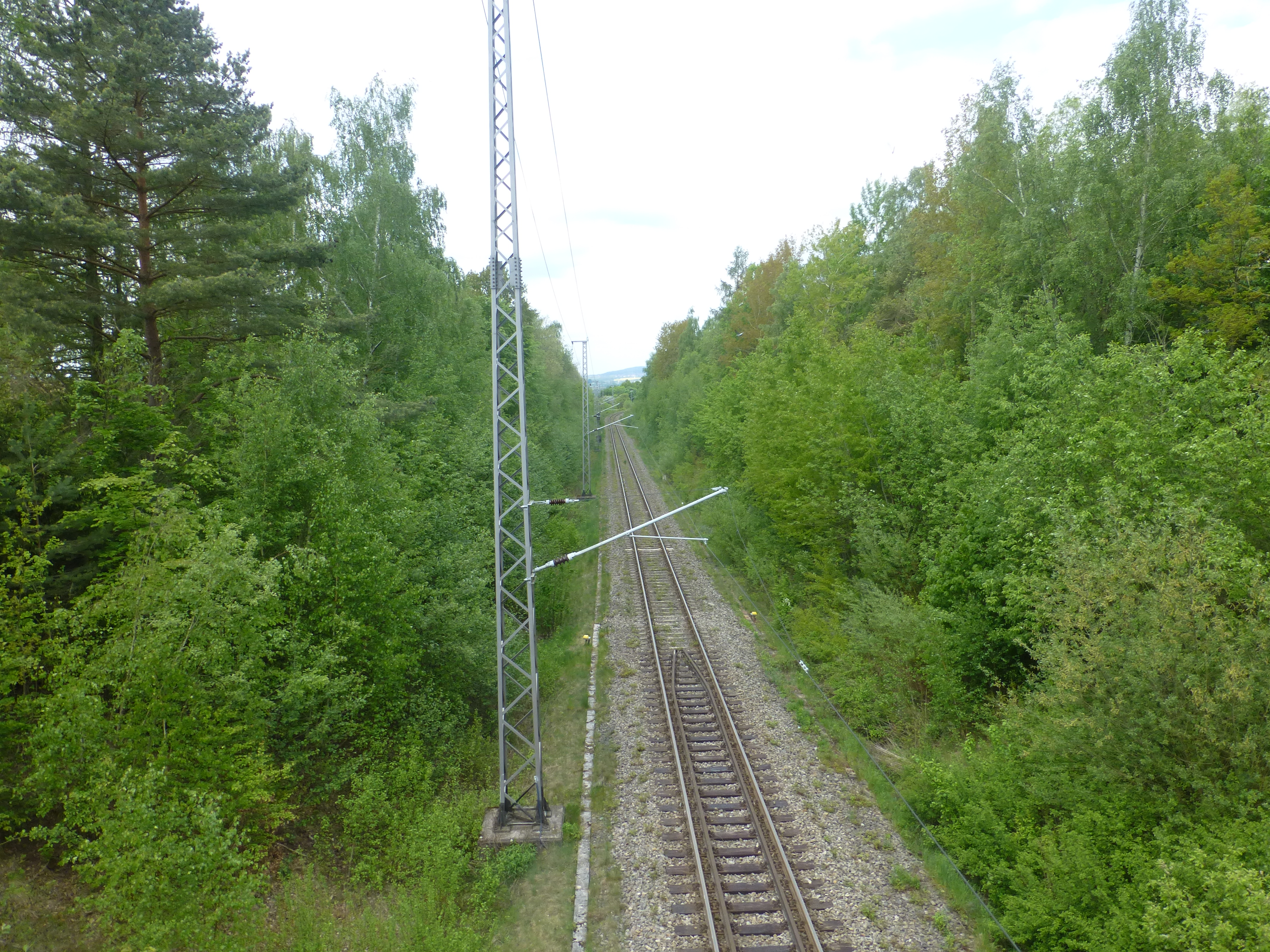
Streckenabschnitt kurz vor dem Zementwerk Deuna (2020)

Die knapp vier Kilometer lange Strecke führt westlich des Bahnhofes Bernterode vom Abzweig Bernterode West (km 130,390) in einem Bogen in südlicher Richtung von der Halle-Kasseler-Bahn ab. Kurz nach dem Abzweig überquert die Bahnstrecke mit einem Viadukt den Fluss Wipper und am Schleifberg mit einer Überführung die Kreisstraße 211 zwischen Niederorschel und Bernterode. Nach einer Unterführung endet die Strecke im Werksgelände der Dyckerhoff GmbH, wo eine eigene Werksbahn mit einem Güterbahnhof besteht. Die Strecke wird nur für den Güterverkehr genutzt.

## Werksbahn Zementwerk Deuna

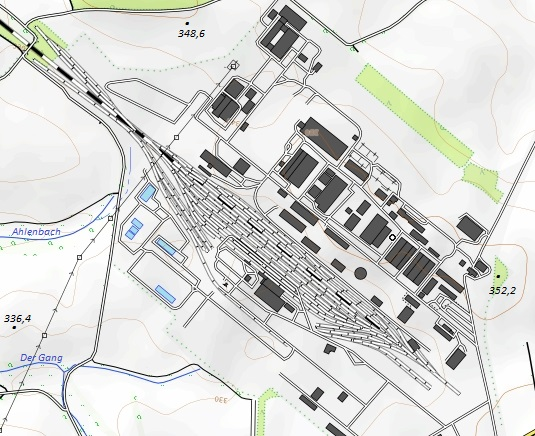
Gleisanlagen im Zementwerk Deuna

Auf dem Betriebsgelände des Zementwerkes befindet sich ein umfangreiches Werksbahnnetz mit ungefähr 50 Gleisen, etwa 25 Kilometer Gleislänge, 85 Weichen und dient der innerbetrieblichen Logistik der Zementproduktion. Zum eigenen Fahrzeugbestand gehörten 8 Lokomotiven, davon waren ursprünglich bis zu sechs Lokomotiven der Baureihe V 60 im Einsatz, später nur noch zwei Lokomotiven.
Bis 1990 wurde der überwiegende Teil der Zementproduktion von ca. 3 Millionen Tonnen über die Schiene abtransportiert. Aktuell werden etwa 50 bis 60 % der in Deuna hergestellten Zemente per Bahn versendet. In einem Zug mit 23 modernen Güterwagen werden bis zu 1400 Tonnen Zement transportiert.

### Deuna Zement Werkbahnhof
Im Werkbahnhof, kurz Werkbf Deuna mit der Betriebsstellenabkürzung UD, werden Zuge aufgelöst und vor der Auslieferung wieder zusammengestellt. Der Werkbahnhof wurde 1976 zusammen mit dem Bahnhof Bernterode mit einem Spurplanstellwerk vom Typ WSSB SpII 64b ausgerüstet. Das Stellwerk B1 wurde nach einer Erweiterung der Gleisanlagen im Jahr 1985 mit einem neuen Spurplanstellwerk gleichen Types ausgestattet.
Im südlichen Bahnhofsteil befindet sich noch ein Lokschuppen.
Modelle der V-60 Werksloks des Deuna-Zement-Werkes wurden von der Firma Gützold vertrieben.